# El Teatro de la Libertad

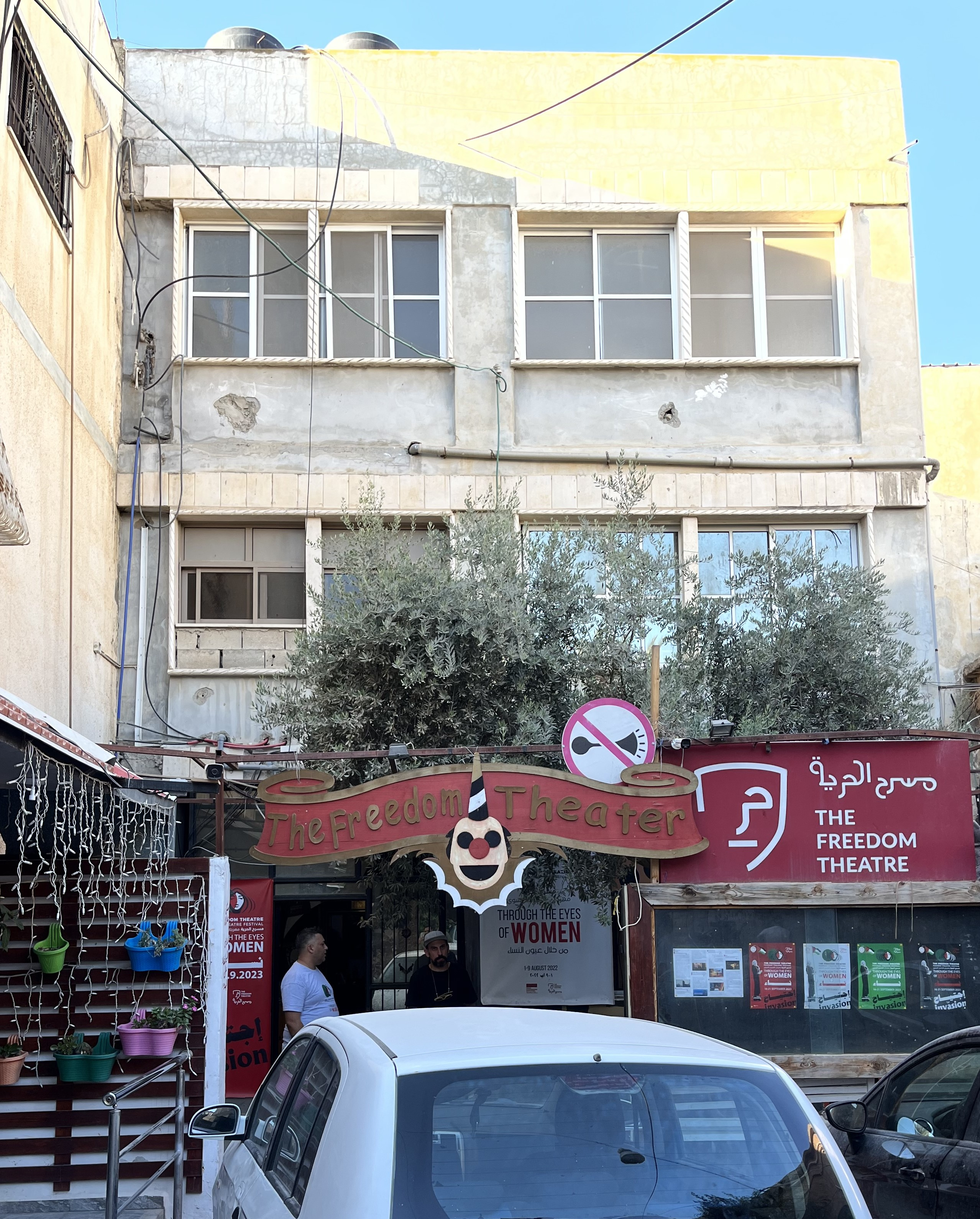
Entrada del Freedom Theatre en el campo de refugiados de Yenín.

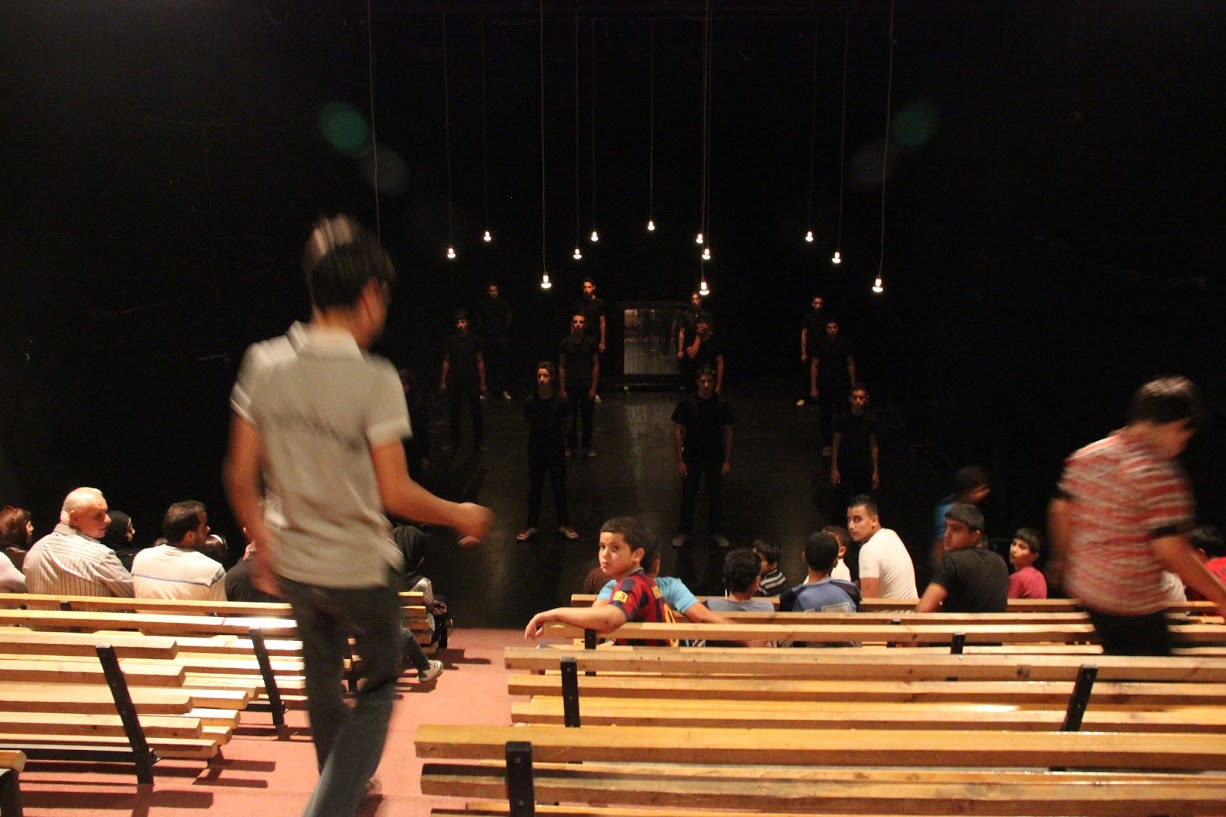
Representación en el Freedom Theatre.

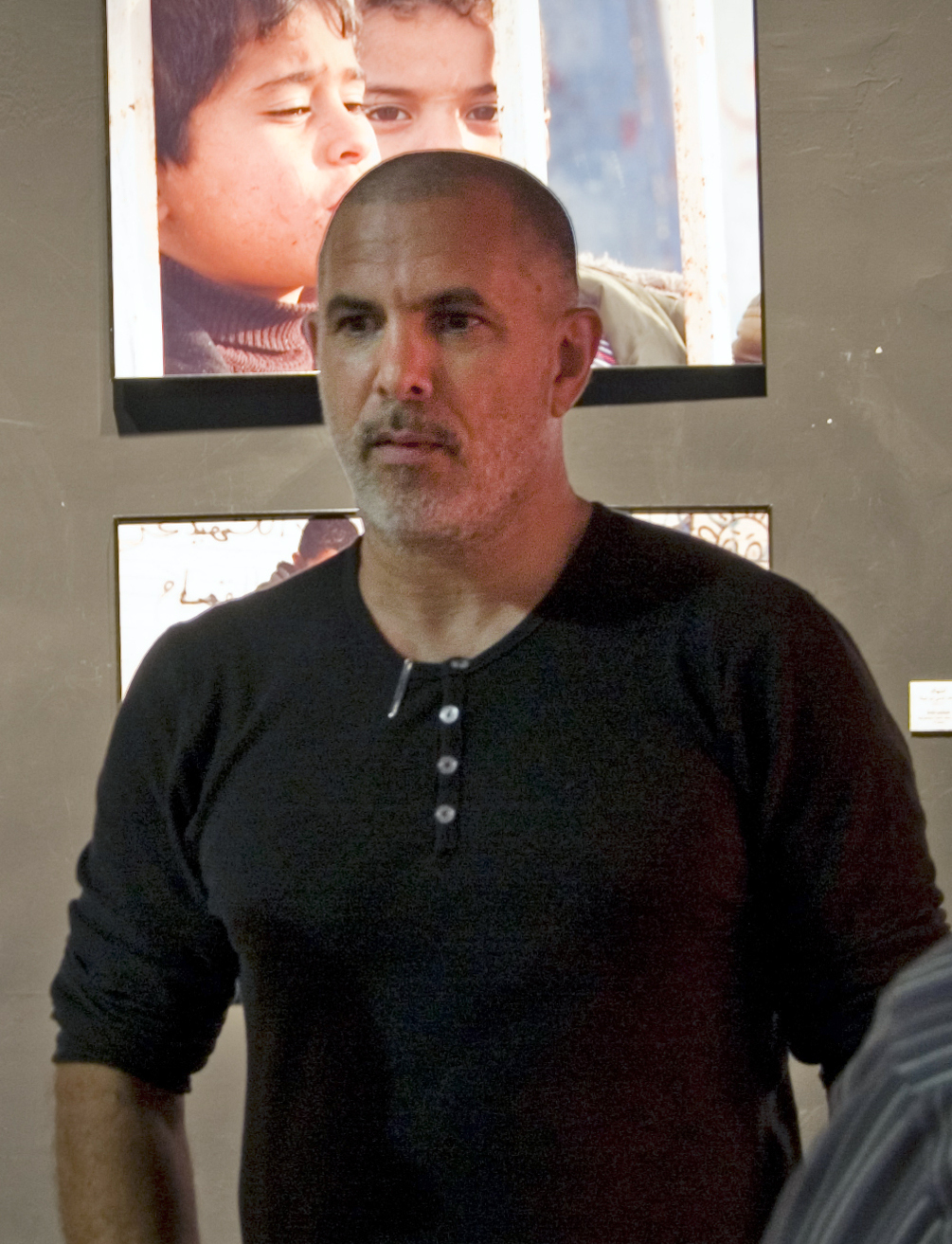
Juliano Mer-Khamis, cofundador del teatro, en 2010.

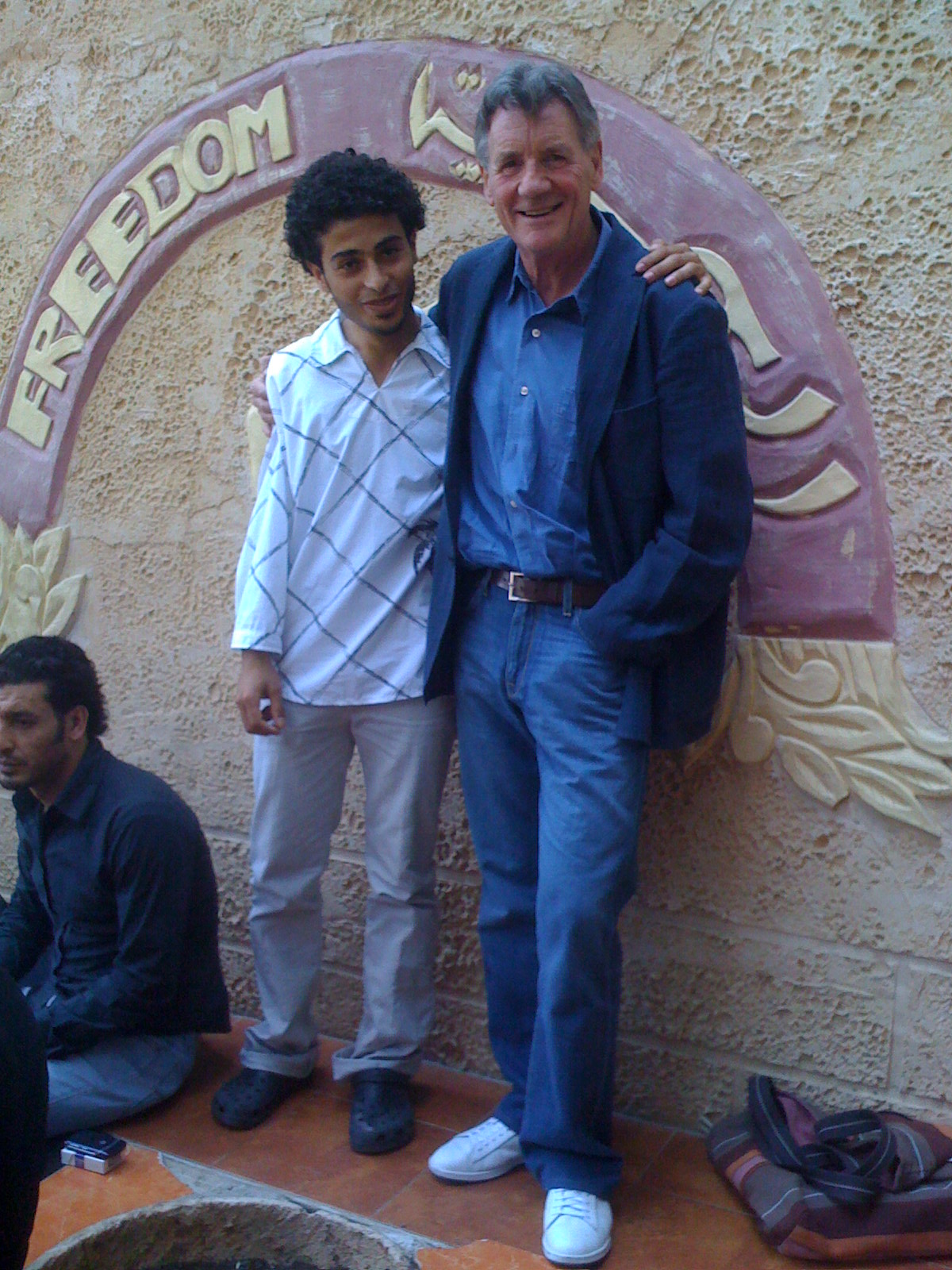
Michael Palin en El Teatro de la Libertad en 2009.

El Teatro de la Libertad  (en inglés: The Freedom Theatre; en árabe: مسرح الحرية), conocido internacionalmente como The Freedom Theatre, es una comunidad basada en teatro y centro cultural palestino en el campamento de refugiados de Yenín en la parte norte de Cisjordania. Establecido en 2006, el teatro tiene como objetivo generar la resistencia cultural a través de los campos de la cultura popular y el arte como un catalizador para los cambios sociales en territorios palestinos ocupados. El teatro tiene como objetivo "desarrollar una vibrante y creativa comunidad artística [que] capacita a los niños y adultos jóvenes para expresarse libremente, e igualmente a través del arte, [mientras que] destacan el profesionalismo e innovación." El teatro imparte cursos en cine, fotografía, escritura creativa y teatro.: 168 
Tras una incursión militar en diciembre de 2023, el teatro fue saqueado por el ejército israelí durante la incursión militar en Yenín de 2025, pero sigue llevando actividades fuera del campo de refugiados que ha sido vaciado.

## Historia
La comunidad del Teatro de la Libertad se encuentra en el campo de refugiados de Yenín, y fue establecido en 1953, en los límites municipales de la ciudad de Yenín para los residentes de la casa del Carmel, región de Haifa después de la fundación del estado de Israel en 1948. El teatro fue inspirado por Care and Learning, un proyecto establecido durante la primera Intifada en respuesta al miedo crónico, la depresión y el estrés postraumático experimentado por los niños en el campamento de refugiados de Yenín, como resultado de la violencia de la revuelta.: 256  Arna Mer Khamis, una activista israelí de derechos humanos, creó el proyecto de apoyo a la educación de los niños en Cisjordania. En la década de 1980, Mer Khamis estableció varios centros educativos en el campo de refugiados de Yenín, uno de los cuales era una pequeña comunidad de teatro llamado Stone Theatre. Situado en la planta superior de una casa familiar, el teatro fue destruido por una excavadora israelí durante la Batalla de Yenín de 2002 resultando en la muerte de varios de los estudiantes de Mer Khamis.

Años más tarde, Zakaria Zubeidi, un exestudiante del Stone Theatre, se puso en contacto con el hijo de Mer Khamis, Juliano Mer Khamis , y le sugirió que se estableciera un proyecto teatral para la nueva generación de jóvenes. Acompañado por el activista sueco Jonatana Stanczak, abrieron el Teatro de la Libertad en 2006 como un lugar para "unirse al pueblo palestino en su lucha por la liberación con la poesía, música, teatro y las cámaras".: 168  Según Juliano Mer Khamis, el objetivo del teatro es crear un movimiento artístico que se dedica a erradicar la discriminación y la violencia. Él explica la misión del teatro dentro del movimiento de resistencia palestina diciendo:
No estamos tratando de curar su violencia. Tratamos de desafiarla en formas más productivas. Y formas más productivas no son una alternativa a la resistencia. Lo que estamos haciendo en el teatro no está tratando de ser un reemplazo o una alternativa a la resistencia de los palestinos en la lucha por la liberación, todo lo contrario. Esto debe quedar claro.
El teatro utiliza el drama, actuación, música, danza y arte para ayudar a los estudiantes a expresar sus frustraciones y actuar sus luchas diarias.
El 4 de abril de 2011, Juliano Mer Khamis fue asesinado delante del teatro.
En 2019, tras el arresto de Zakaria Zubeidi, acusado de pertenecer a las Brigadas de los Mártires de Al-Aqsa, su hermano Yahya Zubeidi asumió la dirección del teatro. Fue detenido en un puesto de control entre Jérico y Yenín en enero de 2023, a continuación de la incursión israelí en el campo de refugiado aquel mismo mes.
En septiembre de 2022, Bilal al-Saadi, cofundador del teatro y presidente de su junta directiva, fue detenido por las fuerzas de seguridad israelíes en un puesto de control cuando volvía de una entrevista con el ministro palestino de Cultura en Ramalá. Fue encarcelado sin que se haya formulado una acusación y sin juicio.
Durante la incursión israelí en el campo de Yenín en julio de 2023, la entrada del teatro fue destruida y el entorno del edificio muy dañado. El ejército israelí se llevó detenido a Adnan Naghnaghiye, director técnico del teatro, que fue liberado cuatro días más tarde.
El director artístico del Freedom Theatre es Ahmed Tobasi desde 2020.
En una incursión del ejército israelí en el campo de refugiados de Yenín, el 13 de diciembre de 2023, las oficinas del teatro fueron destrozadas y Ahmed Tobasi, su hermano Mohammed y Mustafa Sheta, director ejecutivo, fueron detenidos.
Durante la incursión israelí en Yenín de 2025, el teatro fue saqueado por el ejército israelí que instaló una base militar en sus locales. Los habitantes del campo de refugiados fueron expulsados, pero el teatro sigue llevando actividades en la ciudad de Yenín, en salas de conferencia prestadas por la universidad.

## Producciones teatrales
La comunidad teatral ha completado la producción de varias adaptaciones de obras famosas, tales como Rebelión en la granja de George Orwell (2009), Men in the Sun de Ghassan Khanafani (2010), y Alicia en el país de las Maravillas de Lewis Carroll (2011).: 169  Las obras son a menudo una reflexión, crítica y realista retrato de la sociedad palestina y la ocupación. El teatro también ha producido varias obras de teatro originales, tales como Fragmentos de Palestina, Sho Kman (¿qué otra cosa?), y Sueños Robados.
En 2013, el teatro estuvo de gira por varios estados norteamericanos realizando una adaptación de La Isla, obra contra el apartheid sudafricano.: 42–44  Inspirada en una historia real, toma lugar en una celda de la cárcel y narra la historia de dos compañeros de celda, uno de los cuales está pronto a ser liberado mientras que el otro está cumpliendo una condena de por vida. Durante el día, los dos se involucran en adormecer sus mentes, mientras que por la noche ensayan para una presentación de Antígona de Sófocles. La Isla arroja luz sobre la ocupación, el apartheid, la libertad y la fraternidad, y es descrito como un "testamento a la flexibilidad del corazón humano." Se cuestiona la obediencia, el orden establecido, las nociones de culpa y el castigo. El Teatro de la Libertad describe la obra como "un testimonio de la importancia de la cultura como una herramienta para la resistencia y para la humanidad. A pesar de las circunstancias de los prisioneros sus almas tienen sed y el arte es el agua que los mantiene vivos. En Palestina, como en el apartheid de sudáfrica, necesitamos mantenernos vivos". La obra fue vendida en su totalidad al público de las Universidades de Connecticut, Marrón, y  Georgetown y el New York Theatre Workshop.: 42  Además también ha sido presentada en Suecia y Brasil.
En junio de 2023, se estrenó en el teatro Tantarantana de Barcelona el espectáculo Jenin Feat Raval, una colaboración del Freedom Theatre con la compañía La Material Teatre, que muestra la realidad política del campo de refugiados de Yenín y del barrio barcelonés del Raval a partir de las historias de cinco mujeres, tres españolas y dos palestinas, que protagonizaban el montaje. Xantal Gabarró lo escribió y dirigió en Barcelona, y Ahmed Tobassi asumió la dirección en Yenín, donde se estrenó en el marco del Festival de Teatro Feminista.

## Producciones
| Año  | Título                      |
| ---- | --------------------------- |
| 2007 | To Be or Not to Be          |
| 2008 | The Journey                 |
| 2009 | The Magic Flute             |
| 2009 | Animal Farm                 |
| 2009 | Fragments of Palestine      |
| 2010 | Men in the Sun              |
| 2011 | Alice in Wonderland         |
| 2011 | While Waiting               |
| 2011 | Sho Kaman?-What else?       |
| 2012 | The Caretaker               |
| 2012 | Stolen Dreams               |
| 2013 | The Island                  |
| 2013 | Suicide Note from Palestine |
| 2013 | Lost Land                   |
| 2014 | Magic Note                  |
| 2015 | The Siege                   |
| 2018 | A Skate Play in Palestine!  |
| 2019 | Us Two - Women of Palestine |
| 2019 | The Little Lantern          |
| 2019 | Fairuz' Secret              |
| 2019 | Louse and Lice              |
| 2019 | The Warehouse               |